# Comté de Marshall (Oklahoma)
Pour les articles homonymes, voir Comté de Marshall.
Le comté de Marshall est un comté situé au sud de l'État de l'Oklahoma, aux États-Unis. Le siège du comté est Madill. Selon le recensement de 2000, sa population est de 5 737 habitants. Avec une superficie de 1 106 km2, le comté de Marshall est le plus petit comté de l'Oklahoma.

## Comtés adjacents
- Comté de Johnston (nord)
- Comté de Bryan (est)
- Comté de Grayson, Texas (sud)
- Comté de Love (ouest)
- Comté de Carter (nord-ouest)

## Principales villes
- Kingston
- Madill
- Oakland
- New Woodville